# Scottie Barnes
Pour les articles homonymes, voir Barnes.
Scott Wayne Barnes Jr., né le 1er août 2001 à West Palm Beach en Floride, est un joueur américain de basket-ball évoluant aux postes d'arrière, ailier et ailier fort pour les Raptors de Toronto en National Basketball Association (NBA). 
Mesurant 2,03 m et ayant une envergure de 2,16 m, cela fait de lui un excellent défenseur. Il est élu Rookie of the Year de la saison NBA 2021-2022.

## Biographie

### Université
Le 9 avril 2021, Scottie Barnes se présente officiellement pour la draft 2021 où il est attendu parmi les dix premiers choix .

### NBA

#### Raptors de Toronto (depuis 2021)
Il est sélectionné en 4e position par les Raptors de Toronto et y signe son contrat le 8 août. Le jour même, Scottie Barnes fait ses débuts en NBA Summer League face aux Knicks de New York pour marquer 18 points, prendre 10 rebonds, réaliser 5 passes décisives et deux interceptions.
Le 20 octobre, Barnes fait ses débuts en NBA, où il marque 12 points, prend 9 rebonds et délivre 1 passe décisive lors d'une défaite 98 à 83 contre les Wizards de Washington. Le 22 octobre, il réalise son premier double-double en carrière avec 25 points et 13 rebonds lors d'une victoire 115-83 face aux Celtics de Boston. Le 21 janvier 2022, Barnes inscrit 27 points, établit son record en carrière, et prend 8 rebonds, lors d'une victoire (109-105) contre les Wizards de Washington. Le 25 février, il inscrit 28 points, son nouveau record en carrière, prend 5 rebonds et réalise 2 interceptions, lors d'une défaite 125 à 93 contre les Hornets de Charlotte. Le 28 février, le rookie égale son record de points sur un match, 28, lors d'une victoire 133-97 contre les Nets de Brooklyn. Le 3 mars, il est désigné Rookie du mois de février de la Conférence Est.
Le 18 mars, Barnes marque 31 points et prend 17 rebonds, son nouveau record en carrière, lors d'une défaite 128-123 en prolongation contre les Lakers de Los Angeles. Durant la saison 2021-2022, il débute les 74 matchs qu'il dispute et termine celle-ci avec une moyenne de 15,3 points, 7,2 rebonds, 3,5 passes décisives, 1,1 interceptions et 0,7 contres par match, tout en shootant à 49,2 % au tir, 30,1 % à 3 points et 73,5 % aux lancers-francs, en 35,4 minutes par match.
En outre, il est le seul rookie à se classer parmi les cinq premiers au total des points, des rebonds, des passes décisives, des interceptions et des contres, et conduit les Raptors à la cinquième place de la Conférence Est pour une place directe en Playoffs.
Le 23 avril 2022, il est nommé NBA Rookie of the Year devant Evan Mobley et Cade Cunningham.

## Palmarès

### NBA
- 1 sélection au All-Star Game en 2024.
- NBA Rookie of the Year en 2022.
- NBA All-Rookie First Team en 2022.

## Statistiques

### Universitaires
Les statistiques de Scottie Barnes en matchs universitaires sont les suivantes :
| Saison    | Équipe        | Matchs | Titul. | Min./m | % Tir | % 3pts | % LF | Rbds/m. | Pass/m. | Int/m. | Ctr/m. | Pts/m. |
| --------- | ------------- | ------ | ------ | ------ | ----- | ------ | ---- | ------- | ------- | ------ | ------ | ------ |
| 2020-2021 | Florida State | 24     | 7      | 24,8   | 50,3  | 27,5   | 62,1 | 4,00    | 4,10    | 1,50   | 0,50   | 10,30  |
| Carrière  | Carrière      | 24     | 7      | 24,8   | 50,3  | 27,5   | 62,1 | 4,00    | 4,10    | 1,50   | 0,50   | 10,30  |

### Professionnelles

#### Saison régulière
| Recrue/rookie de la saison |

| Saison    | Équipe   | Matchs | Titul. | Min./m | % Tir | % 3pts | % LF | Rbds/m. | Pass/m. | Int/m. | Ctr/m. | Pts/m. |
| --------- | -------- | ------ | ------ | ------ | ----- | ------ | ---- | ------- | ------- | ------ | ------ | ------ |
| 2021-2022 | Toronto  | 74     | 74     | 35,4   | 49,2  | 30,1   | 73,5 | 7,50    | 3,50    | 1,10   | 0,70   | 15,30  |
| 2022-2023 | Toronto  | 77     | 76     | 34,8   | 45,6  | 28,1   | 77,2 | 6,60    | 4,80    | 1,10   | 0,80   | 15,30  |
| 2023-2024 | Toronto  | 60     | 60     | 34,9   | 47,5  | 34,1   | 78,1 | 8,20    | 6,10    | 1,30   | 1,50   | 19,90  |
| Carrière  | Carrière | 211    | 210    | 35,0   | 47,4  | 31,1   | 76,4 | 7,40    | 4,70    | 1,10   | 1,00   | 16,60  |

#### Playoffs
| Saison   | Équipe   | Matchs | Titul. | Min./m | % Tir | % 3pts | % LF | Rbds/m. | Pass/m. | Int/m. | Ctr/m. | Pts/m. |
| -------- | -------- | ------ | ------ | ------ | ----- | ------ | ---- | ------- | ------- | ------ | ------ | ------ |
| 2022     | Toronto  | 4      | 3      | 33,3   | 42,9  | 16,7   | 81,3 | 9,00    | 4,30    | 1,00   | 0,30   | 12,80  |
| Carrière | Carrière | 4      | 3      | 33,3   | 42,9  | 16,7   | 81,3 | 9,00    | 4,30    | 1,00   | 0,30   | 12,80  |

## Records sur une rencontre en NBA
Les records personnels de Scottie Barnes en NBA sont les suivants, :
| Type de statistique        | Saison régulière | Saison régulière      | Saison régulière | Playoffs | Playoffs                | Playoffs      |
| Type de statistique        | Record           | Adversaire            | Date             | Record   | Adversaire              | Date          |
| -------------------------- | ---------------- | --------------------- | ---------------- | -------- | ----------------------- | ------------- |
| Points                     | 35               | Pacers d'Indiana      | 3 décembre 2024  | 18       | 76ers de Philadelphie   | 28 avril 2022 |
| Paniers marqués            | 14               | Lakers de Los Angeles | 18 mars 2022     | 8        | 76ers de Philadelphie   | 28 avril 2022 |
| Paniers tentés             | 29               | @ Hawks d'Atlanta     | 19 novembre 2022 | 20       | 76ers de Philadelphie   | 28 avril 2022 |
| Paniers à 3 points réussis | 7                | @ Celtics de Boston   | 29 décembre 2023 | 2        | 76ers de Philadelphie   | 28 avril 2022 |
| Paniers à 3 points tentés  | 15               | @ Celtics de Boston   | 29 décembre 2023 | 7        | 76ers de Philadelphie   | 28 avril 2022 |
| Lancers francs réussis     | 10               | Nets de Brooklyn      | 16 décembre 2022 | 7        | @ 76ers de Philadelphie | 16 avril 2022 |
| Lancers francs tentés      | 13               | @ Knicks de New York  | 16 janvier 2023  | 9        | @ 76ers de Philadelphie | 16 avril 2022 |
| Rebonds offensifs          | 9                | 2 fois                | 2 fois           | 4        | 76ers de Philadelphie   | 28 avril 2022 |
| Rebonds défensifs          | 13               | Lakers de Los Angeles | 18 mars 2022     | 11       | 76ers de Philadelphie   | 23 avril 2022 |
| Rebonds totaux             | 17               | 3 fois                | 3 fois           | 11       | 76ers de Philadelphie   | 23 avril 2022 |
| Passes décisives           | 14               | Mavericks de Dallas   | 7 décembre 2024  | 8        | @ 76ers de Philadelphie | 16 avril 2022 |
| Interceptions              | 5                | 4 fois                | 4 fois           | 3        | @ 76ers de Philadelphie | 25 avril 2022 |
| Contres                    | 6                | Grizzlies de Memphis  | 22 janvier 2024  | 1        | @ 76ers de Philadelphie | 16 avril 2022 |
| Balles perdues             | 7                | 2 fois                | 2 fois           | 2        | 2 fois                  | 2 fois        |
| Minutes jouées             | 56               | @ Heat de Miami       | 29 janvier 2022  | 41       | @ 76ers de Philadelphie | 25 avril 2022 |

- Double-double : 76 (dont 1 en playoffs)
- Triple-double : 6

Dernière mise à jour : 13 avril 2025